# Лосилья, Антони
Антони Лосилья (фр. Anthony Losilla; род. 10 марта 1986, Firminy) — французский бывший футболист, полузащитник. Ассистент главного тренера немецкого клуба «Бохум».

## Ранние годы
Родился в коммуне Фирмини, вблизи от Сент-Этьена. Лосилья — воспитанник клубов «По-Соломон», «Олимпик Фирмин» и «Сент-Этьен». Параллельно с выступлениями в академии получил степень бакалавра искусств. Будучи капитаном второй команды подписал однолетний профессиональный контракт.

## Клубная карьера
В июне 2006 года, Лосилья на правах свободного агента стал игроком клуба «Канн». 5 августа в матче против «Булони» он дебютировал в пятом дивизионе Насьональ. 1 декабря 2007 года в поединке против «Шербур» Антони забил первый гол за клуб. В клубе он провёл два полных сезона.
1 июля 2008 года, полузащитник стал игроком «Париж». 2 августа в матче против «Лаваль» он дебютировал и отметился первый голом за клуб.
Летом 2010 года стал игроком клуба «Лаваль». 6 августа в поединке против «Реймса» полузащитник провёл первый матч в составе команды и забил дебютный гол. По итогам сезона 2010/2011 году Лосилья получил самую высокую оценку из игроков «Лаваля» по версии журнала France Football.
В летнее трансферное окно 2012 года, несмотря на интерес «Валенсьенна» и «Ниццы» француз перешёл в дрезденское «Динамо». 4 августа в матче против «Бохума» Лосилья дебютировал за дрезденский клуб. 25 августа в поединке против «Дуйсбурга» Антони отметился первым голом за клуб.
В 2014 году, Лосилья отказался от продления контракта и стал игроком «Бохума». 2 августа во встрече против «Гройтер Фюрт» он сыграл первый матч за команду. 20 сентября против «Франкфурта» забил первый гол.